# Ottavia
Ottavia är Roms femtionde zon och har beteckningen Z. L. Zonen är uppkallad efter den romerska ätten Ottavi. Zonen Ottavia bildades år 1961. 
Ottavia gränsar till La Storta, Tomba di Nerone, Trionfale och Casalotti.

## Kyrkobyggnader
- Santi Ottavio e Compagni Martiri 41°57′37″N 12°24′32″Ö / 41.960232°N 12.409022°Ö
- Santa Maddalena di Canossa 41°57′32″N 12°24′01″Ö / 41.959011°N 12.400263°Ö

## Arkeologiska lokaler
- Lucchinas nymfeum 41°57′34″N 12°23′26″Ö / 41.959491°N 12.390513°Ö
- Villa della Borgata Ottavia 41°57′51″N 12°24′16″Ö / 41.964092°N 12.404410°Ö
- Ipogeo degli Ottavi, hypogeum från 200-talet

## Övrigt
- Casale della Lucchina 41°57′38″N 12°23′40″Ö / 41.960496°N 12.394542°Ö
- Casale Palmaroletta 41°57′25″N 12°23′36″Ö / 41.956888°N 12.393318°Ö
- Giardino di Ottavia

## Kommunikationer
Järnvägsstationer
- FL3 Ottavia på linjen Roma-Capranica-Viterbo
- FL3 Ipogeo degli Ottavi på linjen Roma-Capranica-Viterbo